# Balttransplant

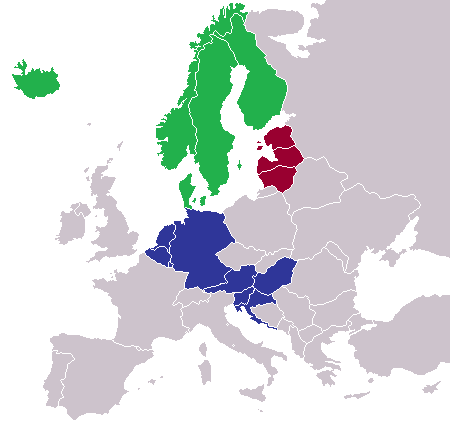
An Balttransplant beteiligte Länder (rot)

Balttransplant ist eine 1997 auf Initiative des nationalen litauischen Büros für Transplantationen (NTB) gegründete Non-Profit-Organisation, deren Aufgabe die Vermittlung von Organspenden in den baltischen Ländern Estland, Lettland und Litauen ist. Balttransplant übernimmt dabei die Vermittlerrolle zwischen den nationalen Transplantations-Koordinationszentren der oben genannten Länder. Hauptsitz der Organisation ist Riga.
Vergleichbare internationale Organisationen sind Eurotransplant in Mitteleuropa oder Scandiatransplant in Skandinavien.